# 浙江大学海宁国际校区
浙江大学海宁国际校区位于浙江嘉兴海宁市硖石街道。2013年2月，浙江大学国际联合学院（海宁国际校区）启动筹建，并于2015年10月正式获得教育部批准。2014年6月30号，校区开工建设，规划总建筑面积1200余亩，共投资32亿元。2016年9月，校区开始投入使用，未来预期可以容纳8000余名学生。该校区为浙江大学与海外多所大学国际化联合办学的基地。

## 发展历程
2013年2月27日，浙江大学党委常委会原则上同意与国际一流大学合作，在国内筹建浙江大学国际校区，在国外筹建浙江大学海外校区。
2013年6月14日，浙江大学与海宁市政府签署《浙江大学海宁市人民政府共建浙江大学国际校区（浙江大学海宁校区）合作协议》。
2013年8月5日，浙江省人民政府批复支持浙江大学与海宁市政府合作共建浙江大学国际校区。
2013年10月16日，教育部正式批复支持浙江大学在海宁市设立浙江大学国际联合学院（海宁校区）。
2013年10月24日，浙江大学国际联合学院（海宁国际校区）建设发展委员会正式成立，金德水、林建华担任委员会主任，宋永华担任执行主任。
2014年3月25日，浙江大学国际联合学院（海宁国际校区）（筹备）成立，宋永华担任院长，应义斌担任常务副院长，傅强担任党工委书记兼副院长。
2014年3月30日，浙江大学与英国帝国理工学院共建的“应用数据科学联合实验室”合作项目签约完成。
2014年6月30日，校区建设工程开工。
2014年12月26日，浙江大学与英国爱丁堡大学签署合作协议。
2015年7月31日，浙江大学与伊利诺伊大学厄巴纳香槟校区签署合作协议。
2015年10月11日，教育部批复同意浙江大学在海宁建设国际校区。
2016年2月1日，教育部批准同意设立“浙江大学爱丁堡大学联合学院”和“浙江大学伊利诺伊大学厄巴纳香槟校区联合学院”。
2016年3月15日，浙江大学国际联合学院（海宁国际校区）成立。
2016年8月16日，国际校区一期工程完工，教职工入驻新校区。
2016年9月10日，校区首次开学。
2017年10月21日，国际高等教育研讨会暨浙江大学国际联合学院（海宁国际校区）启用仪式在国际校区多功能厅举行。

## 发展理念
校区官网上指出，建立校区是为了进一步服务国家人才强国战略和创新驱动发展战略，提高浙江高等教育水平和国际影响力，加快浙江大学建设世界一流大学进程，也是浙江大学高水平、国际化、创新型办学的核心组成部分。
校方表示，建设国际联合学院的初衷，是要融合中西文化中的教学理念，推动浙大成为世界一流大学。要为师生提供一流的设施，沟通融合中西方的教育哲学，与国际合作伙伴一道，与众不同地在国际校区教育，提供专业教育、通识教育、养成教育。

## 教学项目
校区已经设立若干个中外合作办学机构，预期将在未来会开展更多此类合作，建立交叉研究中心和成果转化机构，与世界一流大学开展教育、科研和成果转化的合作。目前，浙江大学已经成立了浙江大学-帝国理工学院应用数据科学联合实验室、中国学中心、浙江大学爱丁堡大学联合学院和浙江大学伊利诺伊大学厄巴纳香槟校区联合学院。2016年9月，校区首次开学。
对于中国大陆学生，国际校区招生计划纳入浙江大学统一招生。

### 浙江大学爱丁堡大学联合学院
浙江大学爱丁堡大学联合学院简称 ZJU-UoE Institute 或者 ZJE。从2016年开始招收生物医学（Biomedical Sciences）方向联合培养的本科生，也招收国际学生。课程为英文授课，学制为四年，师资由爱丁堡大学与浙江大学共同提供，本科毕业后可获得两所大学的双文凭。2017/18学年计划招生本科生60名，将来预计达到600名本科生和300名研究生的规模。

### 浙江大学伊利诺伊大学厄巴纳香槟校区联合学院
英文名称为Zhejiang University-University of Illinois at Urbana-Champaign Institute, 简称ZJU-UIUC Institute 或者 ZJUI。从2016年开始招收工科类（包含机械工程、电气工程及其自动化、电子与计算机工程、土木工程等四个专业）的本科生，也招收国际学生。课程为英文授课，学制为四年，师资由伊利诺伊大学厄巴纳香槟校区与浙江大学共同提供，本科毕业后可获得两所大学的双文凭。

### 浙江大学PME项目
项目的英文名称为Economic Major [Philosophy, Mathmatics & Economics]，故简称PME，中文意为经济专业[哲学，数学，经济]，是浙江大学开展的面向海外学生的本科留学项目，课程内容为哲学、数学、经济，三个方向均需取得一定学分之后可以毕业并获得浙江大学颁发的本科学历。申请人必须非中国公民，课程有英语授课，非英语母语者需提供英语水平鉴定结果（如IELTS、TOEFL的成绩）。学制为四年。

### 浙江大学PIEGL项目
项目的英文名称为Program in Innovation, Entrepreneurship and Global Leadership，故简称PIEGL。是浙江大学管理学院与国际联合学院共同组织的研究生项目，旨在培养未来具有国际视野的商业领袖。授课语言为英语，非英语母语者需要提供英语水平鉴定结果。学制为两年四学期。

### 浙江大学中国学中心
中心英文名称为Institute of China Studies，故简称ICS。中心提供各类短期或长期在中国的留学项目，旨在帮助外国学生了解中国的政治、历史、社会等内容。中心的首要语言为英文，但课程中包含汉语普通话的教学，并且鼓励留学生对亚洲研究以及汉语普通话的能力拓展。

### 教学项目信息汇总表
| | 项目名称                                   | 缩写                         | 运营方                               | 招生对象                                  | 学制           | 专业方向               |
| 1 | 浙江大学爱丁堡大学联合学院                 | ZJU-UoE Institute 或 ZJE     | 浙江大学、爱丁堡大学                 | 中国学生 少量外国学生                     | 本科四年       | 生物医学               |
| 2 | 浙江大学伊利诺伊大学厄巴纳香槟校区联合学院 | ZJU-UIUC Institute 或者 ZJUI | 浙江大学、伊利诺伊大学厄巴纳香槟校区 | 中国学生 少量外国学生                     | 本科四年       | 工科类（ECE/CE/ME/EE） |
| 3 | 浙江大学PME项目                            | PME                          | 浙江大学                             | 18至30岁的非中国公民， 且具有高中以上学历 | 本科四年       | 哲学、数学、经济中任一 |
| 4 | 浙江大学PIEGL项目                          | PIEGL                        | 浙江大学                             | 世界知名大学毕业本科及以上学历学生        | 硕士两年       | 管理学                 |
| 5 | 浙江大学中国学中心                         | ICS                          | 浙江大学                             | 面向各类外国学生                          | 各类长短期课程 | 中国学                 |
| 6 | 国际联合商学院                             | ZIBS                         | 浙江大学                             | 中国学生 少量外国学生                     |                | 商科                   |
| 所有项目均主要由英文授课，非英语母语者需要提供TOEFL或者IELTS的成绩。 中国学中心以英文上课为主，但有中文课程并作为项目的一部分。PME与PIEGL均有中文课学分要求。 |                                            |                              |                                      |                                           |                |                        |

## 招生录取

### 本科生招生
目前仅在浙江省、上海市、山东省、广东省通过综合评价招生录取。
2018年国际校区招生专业为：生物医学、生物信息学、电气工程及其自动化、电子与计算机工程、机械工程、土木工程共6个专业。
| 生源省份 | 招生计划数 | 录取方式     | 综合总分计算方式                                                                  | 备注   |
| -------- | ---------- | ------------ | --------------------------------------------------------------------------------- | ------ |
| 浙江     | 800        | 综合评价招生 | （高考投档成绩折算为100分）×60%+浙江大学综合测试成绩×30%+高中学业水平考试成绩×10% | [ 23 ] |
| 上海     | 10         | 综合评价招生 | （高考投档成绩折算为100分）×60%+浙江大学综合测试成绩×30%+高中学业水平考试成绩×10% | [ 24 ] |
| 山东     | 25         | 综合评价招生 | （高考投档成绩折算为100分）×60%+浙江大学综合测试成绩×30%+高中学业水平考试成绩×10% | [ 25 ] |
| 广东     | 30         | 综合评价招生 | （高考投档成绩折算为100分）×60%+浙江大学综合测试成绩×30%+高中学业水平考试成绩×10% | [ 26 ] |

## 住宿条件

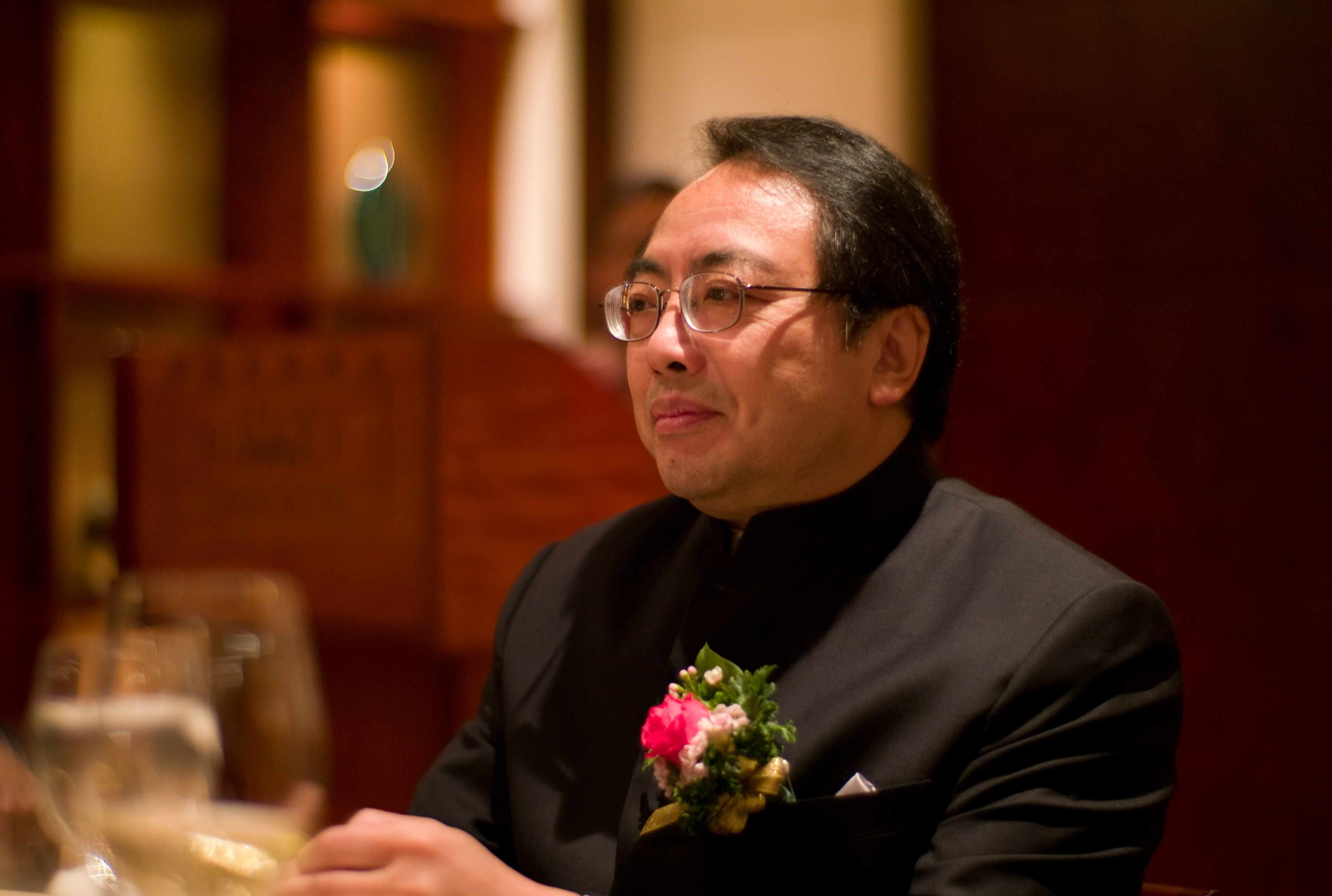
书院院长徐立之教授

国际校区采取书院制，师生同住书院内，每人均单人单间，但共享卫生间和客厅。单元客厅有电视、冰箱、微波炉，由单元共享公用。客厅里还有沙发、桌椅，供讨论与休息。
书院一层采用多功能设计，包含图书室、学习室、讨论室/交流吧、活动室/休闲吧、乐器室、健身房、洗衣房等。此外，在一楼，书院为学生配备了资深导师、学业导师和生活导师等，提供咨询与辅导。
据校区方介绍，书院为学生提供养成教育。现任书院院长为加拿大华裔分子遗传学家、香港大学前校长、浙江大学求是高等研究院院长徐立之先生。

## 交通
可乘杭海城际铁路至浙大国际校区站到达。